# Угол дьявола
Угол дьявола (исп. La esquina del diablo) — колумбийский сериал 2015 года. Он рассказывает о криминальном мире одного города и о людях, которые пытаются бороться с преступностью всеми силами. В центре этой истории находится женщина, работающая в полиции, и двое мужчин, которые оказались рядом. Один — это её коллега, сотрудник полиции, а второй мужчина — преступник, помощник местного влиятельного мафиози.

## Сюжет
Весь сюжет происходит в столице одной страны. Этот город является собирательным образом всех больших городов испаноговорящей Америки. В столице есть криминальный район, который называют Углом дьявола. В районе процветает преступность, нищета, наркомания и незаконный сбыт оружия. Всей преступностью города правит криминальный авторитет Анхель Веласко, глава местной мафии. Он держит в страхе весь город, и никто не может без его ведома проникнуть в район, поскольку в подчинении у Анхеля много людей.
Ана Гарсиа — это молодая девушка, которая работает в полиции. Она мечтает стать частью элитного подразделения полиции и продолжить дело своего отца, который тоже служил закону. После очередной операции руководство решает внедрить Ану в Угол дьявола, чтобы она помогла поймать Анхеля Веласко. Ана соглашается, но не только ради работы и поимки опасного преступника. Все деньги за эту опасную работу она должна будет потратить на лечение своего брата Раймондо, который может умереть от рассеянного склероза.
Ана решает внедриться в этот криминальный район под чужим именем. Теперь она Сара Роблес, социальный работник из негосударственной некоммерческой организации, которая организует занятия спортом для детей из малообеспеченных семей. Вместе с двумя другими волонтерами Ана пробирается в район и начинает операцию по поимке Анхеля Веласко. И ей в этом помогает майор полиции Эдер Мартин. Понемногу их отношения из деловых становятся более близкими.
В это же время в самом углу дьявола начинаются проблемы. Бывший заключенный Яго Аренас становится правой рукой Анхеля Веласко и помогает ему во всех делах. Этим очень недоволен сын Анхеля. Анхелито очень вспыльчив, неуравновешен, и безумно злится, что не он стал правой рукой отца. Яго начинает присматриваться к Саре, поскольку она чужая в районе.
Ана оказывается между двумя мужчинами, которые находятся по разные стороны закона. И оба мужчины окажутся не такими, какими казались поначалу. Ане предстоит узнать множество неприятных тайн о каждом из них. И окажется, что Яго и Эдер имели много общего в прошлом.

## Актёры
- Ана Серрадилья — Ана Гарсиа / Сара Роблес
- Мигель де Мигель — Эдер Мартин
- Грегорио Перниа — Сантьяго Аренас «Яго»
- Кристиан Таппан — Анхель Веласко
- Андрес Сандоваль — Анхелито Веласко
- Кике Мендоса — Шесть Пальцев
- Хулиан Кайседо — Кашалот
- Хуан Карлос Мессиер — Даниэль Ортега
- Антонио Хименес — Энрике Андраде
- Хуан Пабло Гамбоа — Хайме Гомес
- Сильвия де Диос — Сесилия де Гомес
- Ана Вильс — Паула Гомес
- Хуан Давид Рестрепо — Лагарто
- Лило де ла Вега — Эрика
- Эстефания Пиньярес — Мишель
- Саломе Кинтера — Рита
- Кэтрин Эскобар — Исабель
- Лус Стелла Луэнгас — Офелия Аренас
- Сесар Мора — Полковник Хиральдо
- Мишель Сантос — Алекс Аренас[4].